# Печера Геби
Печера Геби — печера, що знаходиться на гірському масиві Карабі-яйла. Печера носить ім'я грецької богині Геби — богиня вічної юності, дочка Зевса і Гери, дружина Геракла на Олімпі. Обов'язками Геби було підношення богам нектару і амбросії на їх бенкетах (до того як виночерпієм богів став Ганімед).

## Основні характеристики печери
глибина 45 м: довжина 45 м: категорія складності 1
вертикальний тип